# Huize Schreurs
Huize Schreurs (ook wel Vogelsanck naar de vermoedelijke stichters) is een goed bewaard gebleven woonhuis in vroege renaissance-stijl aan de Grote Kerkstraat 19 en 21 in Venlo.
In 1492 moet er al een huis Vogelsanck in de Grote Kerkstraat (destijds nog Kerkstraat geheten; er werd nog geen onderscheid gemaakt tussen Grote en Kleine Kerkstraat) hebben gelegen, volgens de archieven van het Stadsgericht Venlo 1351 - 1796. Daarin wordt een erf van Jenneskens Vogelsanck vermeld.
Het huis is volledig in baksteen uitgevoerd in 1588 en in oude stijl gerestaureerd in 1993. In het midden is het wapen aangebracht van het gezin Van Oeijen-Boener. Het heeft twee borstbeelden in de geveltop. Naar de familie van zijn vrouw is overigens een straat in Venlo vernoemd.
Het pand is eigendom van de Vereniging Hendrick de Keyser. Burgemeester Johan van Vogelsanck heeft dit pand bewoond.

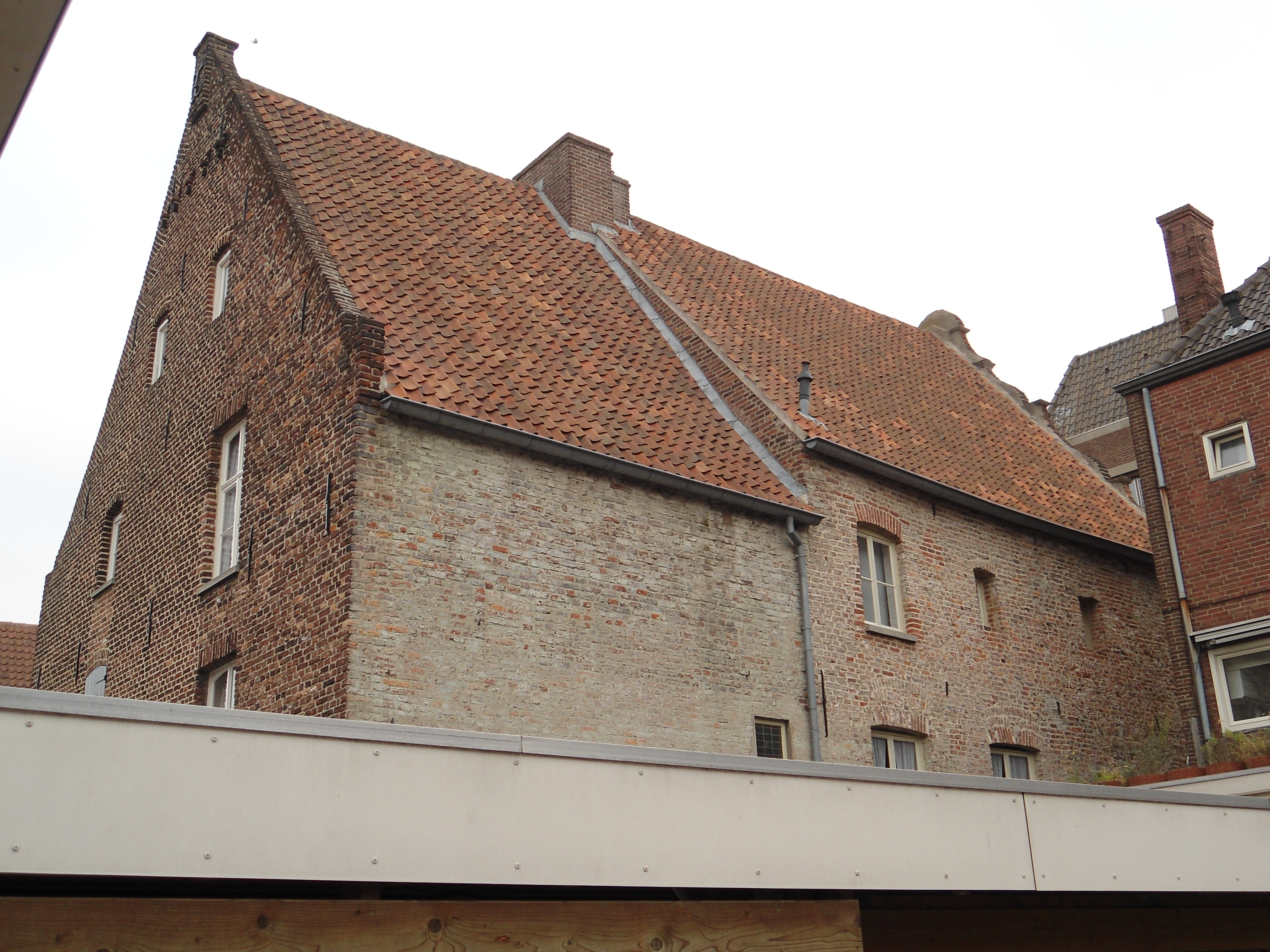
De zuidgevel van Huize Schreurs
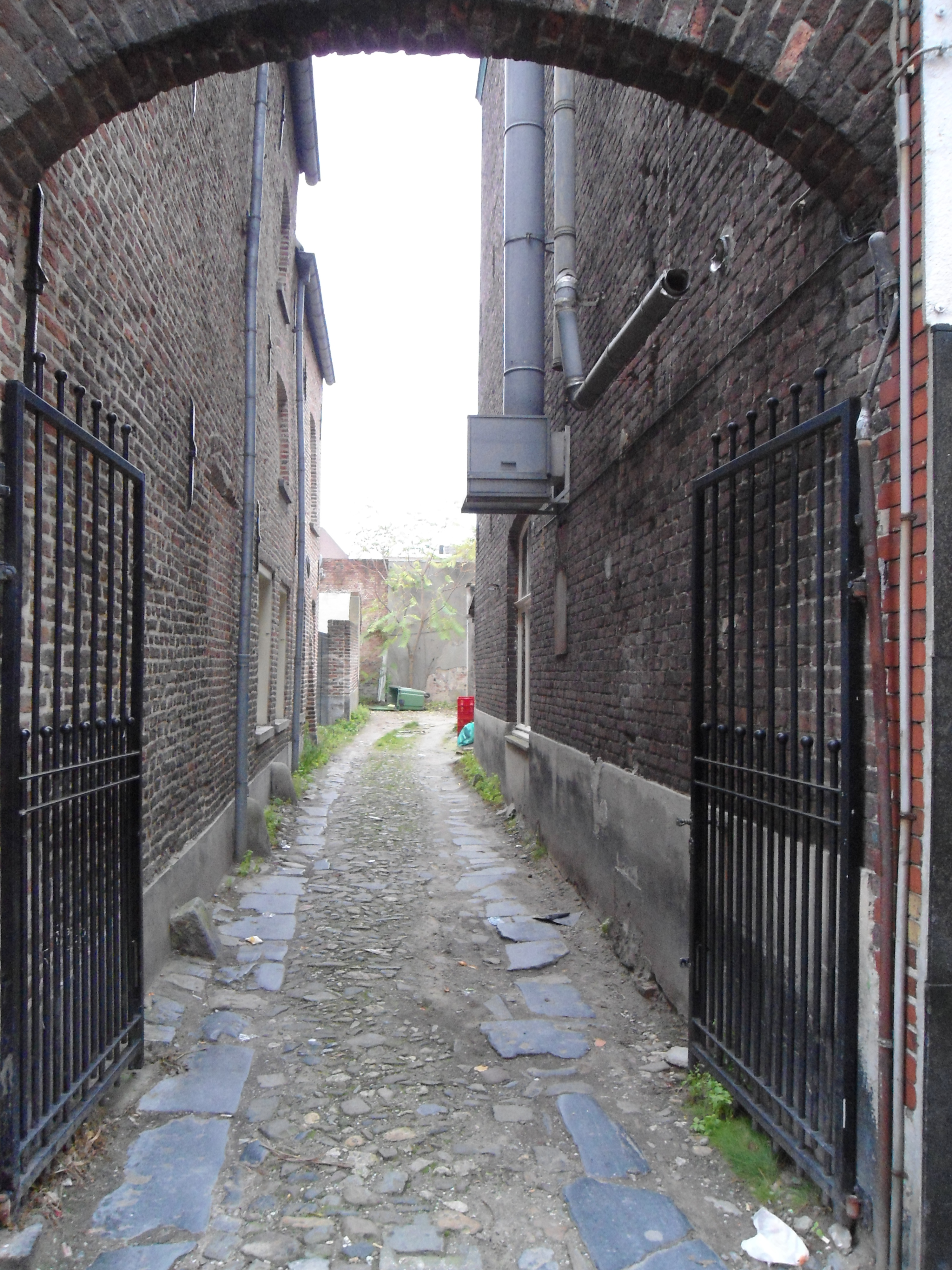
Keienpaadje rechts van Huize Schreurs
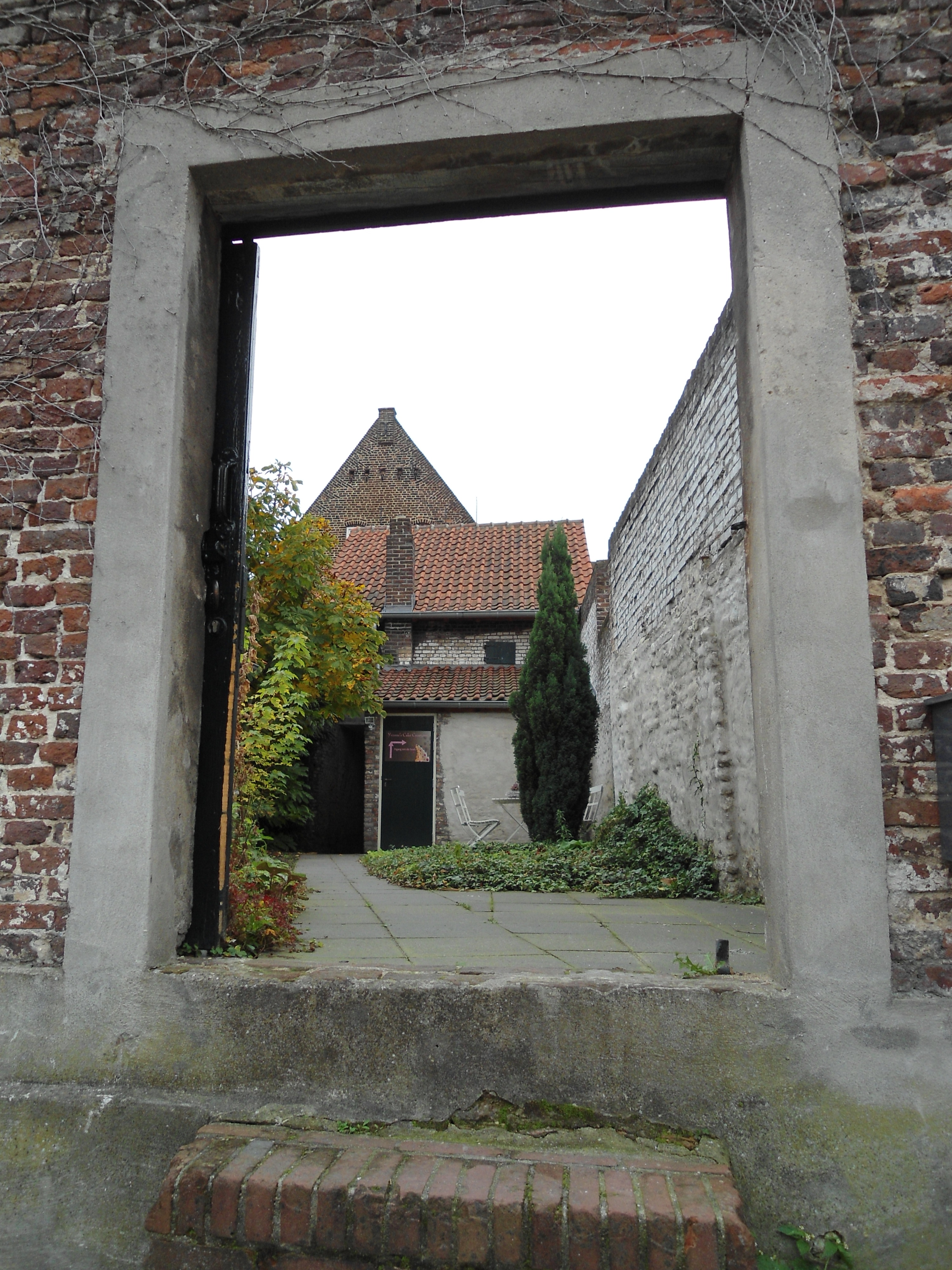
De achtergevel van Huize Schreurs, gezien vanaf de Brouwersplaats